# Ducula aenea
Il piccione imperiale verde o colombo imperiale bronzeo  (Ducula aenea Linnaeus, 1766) è un uccello della famiglia dei Columbidi.

## Descrizione
Il piccione imperiale verde è lungo 40–47 cm e pesa 365-344 g. Capo, collo, petto e ventre sono rosa grigiastro, le parti superiori sono verde iridescente talvolta con riflessi bronzo o blu. I colori sono molto variabili in base alla sottospecie presa in considerazione. Non vi è dimorfismo sessuale evidente, solo in alcune sottospecie la femmina ha colori leggermente più sbiaditi del maschio. Iride e zampe sono rosse e becco grigiastro.

## Biologia
Si nutre di frutta anche di grandi dimensioni come le noci moscate, semi di ficus e bacche che raccoglie nella parte più alta degli alberi, inoltre si nutre di gemme di mangrovie. Talvolta scende a terra per ingerire piccole particelle di materiale inorganico ricche di sali minerali. Lo si può osservare spesso in coppia o in piccoli gruppi e in grande numero dove ci sia abbondanza di semi di ficus. Il volo è lento e rettilineo al di sopra degli alberi. Il corteggiamento inchinato è simile a quello dei piccioni domestici, mentre nei corteggiamenti aerei il maschio passa dal volo regolare a quello verticale con due o tre colpi d'ala, tenendo il collo allungato per poi scendere rapidamente e riprendere il volo normale. Il nido è costruito da entrambi i genitori sugli alberi o sui cespugli al di sotto dei 10 metri di altezza, spesso preferisce alberi non molto grandi posti ai bordi della foresta o isolati. Depone un uovo bianco o raramente due incubate da entrambi i genitori.

## Distribuzione e habitat
Il suo ampio areale si estende dall'India e Sri Lanka fino alle regioni indo-malesi, Indocina, Filippine, Sulawesi e Sula. Frequenta le foreste sempreverdi a basse altitudini, mangrovie e campagne aperte con pochi alberi. Predilige le zone di pianura spingendosi fino a 1000 metri.

## Tassonomia
Comprende le seguenti sottospecie:
- D. a. sylvatica (Tickell, 1833) - India settentrionale, Nepal, Cina meridionale, Thailandia, Indocina e isole Andamane;
- D. a. pusilla (Blyth, 1849) - India meridionale, Sri Lanka;
- D. a. andamanica Abdulali, 1964 - isole Andamane;
- D. a. consobrina (Salvadori, 1887) - isole al largo delle coste occidentali di Sumatra tranne Enggano;
- D. a. oenothorax (Salvadori, 1892) - isola di Enggano (al largo delle coste sud-occidentali di Sumatra);
- D. a. polia (Oberholser, 1917) - penisola malese, Filippine e Grandi e Piccole Isole della Sonda;
- D. a. palawanensis (W. Blasius, 1888) - isola di Banggi (al largo delle coste settentrionali del Borneo), Palawan e isole vicine;
- D. a. fugaensis (Hachisuka, 1930) - Filippine settentrionali;
- D. a. nuchalis (Cabanis, 1882) - Luzon settentrionale (Filippine settentrionali);
- D. a. aenea (Linnaeus, 1766) - Filippine, a eccezione di quelle settentrionali;
- D. a. intermedia (A. B. Meyer e Wiglesworth, 1894) - isole Talaud e Sangihe;
- D. a. paulina Bonaparte, 1854 - Sulawesi, Togian, Banggai e isole Sula.